# عبد العالي مزغيش
عبد العالي مزغيش، شاعر وإعلامي وناشط ثقافي من الجزائر، من مواليد 28 فيفري 1978 بمدينة أولاد جلال (ولاية أولاد جلال) المحاذية لـولاية بسكرة (400 كم عن الجزائر العاصمة).
أقام في مسقط رأسه، ثم انتقل ليقيم في ذراع بن خدة بولاية تيزي وزو، فالقرية الفلاحية سيدي امحمد بولاية المسيلة، ليعود إلى أولاد جلال ثم لينتقل ويستقر في الجزائر العاصمة ابتداء من سنة 1996.

## الجانب الأدبي
كتب الشعر ونشر قصائده في صحف ومجلات ومواقع جزائرية وعربية منذ منتصف التسعينات. صدرت له مجموعتان:
- 2002 : لأنك لست ككل النساء [2]
- 2017 : مزيدا من الحب [3]
- 2024 : رجل في المهب الأخير[4]

وله أعمال مخطوطة.

## الجانب الإعلامي
- يشتغل حاليا في قسم الأخبار / المؤسسة العمومية للتلفزيون الجزائري (الحكومية) منذ جوان 2005.
- اشتغل في قناة المعرفة سابع قنوات التلفزيون الحزائري صحفيا متخصصا في الثقافة والفنون

- نشط وقدم حصصا تلفزيونية منها :
  - مساءات [5]
  - المشهد الثقافي
  - بصمات

عمل في عدد من الصحف منها:
- 1997 -2005 : منبر الجامعة
- 1998 -1999: الأحداث
- 1999-2000 :كرنفال
- 2001 : كل الدنيا
- 2001 :الساخر

ونشر مقالاته الصحفية في مجلات وصحف منها:
- 1999/1998 : الشروق العربي ،
- 2016 : الحياة ،
- 2016 : الحوار

## المسار الدراسي
- 2021 : بصدد مناقشة دكتوراه علوم في تخصص الاعلام الرياضي (معهد الرياضة والتربية البدنية - دالي إبراهيم - الجزائر)
- 2014 : ماجستير اعلام رياضي (معهد الرياضة والتربية البدنية - دالي إبراهيم - الجزائر)
- 2000 : ليسانس اعلام واتصال تخصص سمعي بصري (معهد علوم الاعلام والاتصال - بن عكنون - الجزائر)
- 1996: بكالوريا آداب وعلوم إنسانية (ثانوية محمد دهان بن يحي - اولاد جلال - بسكرة)
- 2002 : التحق بمعهد الفنون الدرامية ودرس سنة واحدة (تخصص تمثيل) وانقطع عن الدراسة لظروف خاصة

## الجوائز والتكريمات
- 2006 : جائزة وزارة الثقافة -
- 2007 : جائزة رئيس الجمهورية جائزة علي معاشي للمبدعين الشباب
- 2007 : جائزة مؤسسة فنون وثقافة
- 2007 : تكريم المجلس الأعلى للغة العربية - برنامج «فرسان البيان»-
- 2021 : أفضل شخصية ثقافية في الجزائر لسنة ، حسب استطلاع وطني لموقع مجلة أبوليوس للرواية.[6]

## النشاط الجمعوي والثقافي والعلمي
- 2022 : عضو لجنة تحكيم جائزة رئيس الجمهورية للمبدعين الشباب التي تحمل اسم الشهيد علي معاشي
- 2024 : مكلف بالإعلام ضمن إدارة " مسابقة الجنيريك الذهبي " لأفضل الأعمال الدرامية الجزائرية والعربية
- 2023 - 2024: عضو اللجنة الوطنية لدعم مشاريع الآداب والفنون بوزارة الثقافة والفنون الجزائرية
- 2020 :عضو لجنة تحكيم جائزة المجلس الأعلى للغة العربية، .
- 2001 : مؤسس ورئيس جمعية الكلمة للثقافة والإعلام
- 2009 : مؤسس وعضو المكتب التنفيذي للفيدرالية الوطنية للصحفيين الجزائرية .
- 1998 - 2004 : عضو رابطة ابداع الثقافية الوطنية .
- 2019 : مؤسس ورئيس الاتحادية الجزائرية للثقافة والفنون
- 2001 : عضو اتحاد الكتاب الجزائريين
- 2020 : عضو لجنة تحكيم جائزة المجلس الأعلى للغة العربية، .
- 2021 : عضو لجنة تحكيم المهرجان الوطني الجامعي للأوبيريت ، بولاية تندوف، .
- 2004 - 2012 : أستاذ مدرب في فنيات التحرير الصحفي من. ، ومهارات التقديم الاخباري والتنشيط الاذاعي والتلفزي منذ
- 2023 : المنسق العام لملتقى أدب المقاومة العربي ؛ بالجزائر العاصمة خلال ديسمبر
- 2021 : المشرف العام على «الورشات الوطنية لمواهب الشباب»
- 2015 و2016 : عضو لجنة الإعلام، لمهرجان وهران للفيلم العربي
- 2015 : عضو لجنة الإعلام للمهرجان العربي للفيلم المتوج، في تظاهرة قسنطينة ع.ث.ع، .
- أسس وأشرف على تنظيم مسابقات و جوائز وطنية أدبية هي :
  - تاهات للابداع الشعري
  - لقبش للإبداع الشعري
  - شيرين قصيدة
  - الأمير عبد القادر شاعرا و ملهما
  - جائزة أدب المقاومة الشهيدة هبة أبو ندى